# ツ゚
ツ゚，是日語假名ツ加上半濁音符的變化，使用於阿依努語假名和台灣語假名中。發音為/tu/。平假名為つ゚。該假名自江戶時代起就已表示唐音。